# 矢橋船
『矢橋船』または『矢橋舟』（やばせぶね）は上方落語の演目。別題『矢橋舟雀丸の由来』（やばせぶねすずめまるのゆらい）。道中噺『伊勢参宮神乃賑』（東の旅）の一編で、『走り餅』の前に位置する。
琵琶湖の渡し船に有名な刀を探す侍が乗り合わせており、相客の持っていた刀が探す一物ではないかと疑って起きる騒動を描く。
宇井無愁は、初代桂文治による道具芝居咄のうち落ちだけが残ったもので3代目桂米朝が復活させたとする。落ちは別演目の『竹光』（江戸落語では『小鳥丸』）と同じであるが、内容としてはまったく異なる。

## あらすじ
かつて、琵琶湖のほとり、矢橋（現在の滋賀県草津市）から対岸の大津まで渡し船が通じており多くの旅人が利用していた。
船に様々なお客が乗り込んでいく中、一人の浪人が無理やり乗合のほうへ割り込んでいった。
「あんな奴にはかなわない」と船頭がぼやいていると、二人連れの侍が「四人分払うから、あの浪人のそばに入れてくれ。そうすれば余裕が出る」と申し出る。
実は、二人は御家の重宝、平家ゆかりの品である『小烏丸』を探しており、浪人の持つ刀がその名刀と似ていたため調べるために近付いたのだ。そこへ大きな荷をかついだ鳥刺しが「ついでに乗せてくれへんか。」「えらい大きな荷物やなあ。何じゃそれは。」「これは鳥かごやねん。今その辺でスズメぎょうさん捕ってきたんや。」「どもならんなあ。」またまた船頭はあきれる。
そんな中、船が出発。暇を持て余したお客たちは「色変わり問答」などをしたり、酒盛りをしようとしたら徳利がなかったため、仕方なく近くの人に借りた新品のしびんにお酒を入れて飲んでいたところ奇禍で病人のしびんと入れ替わってしまい大騒ぎとなるうち、二人連れのお侍が「そつじながら」と浪人に声をかけた。
浪人が、なぜか刀を見せることを拒否したせいで大立ち回りになってしまい、弾みで、鞘が乗り合わせていた鳥刺しのかごに刺さって、中のスズメが一斉に飛び出してしまう。
「なんてことをするんや!?　折角捕まえたスズメ逃がしやがって。」
鳥刺しが怒る中、ついに浪人の刀を奪い取った侍が、えいっとばかりに引き抜くとなぜか飛び立とうとしていたスズメの群れが一斉に刀めがけて舞い降りてきた。
「あれあれ、小烏丸を抜くときは、カラスが群がってくるとこそ伝え聞きしに、何ゆえかくスズメが群がるとは」
と浪人の刀をよく見たら、竹光だった。

## バリエーション
宇井無愁『落語の根多 笑辞典』掲載のあらすじでは、侍の探す刀の名が「雀丸」となっており、抜いた刀にスズメが止まると「これぞまさしく雀丸の一腰! 」と侍が喜ぶ下りが落ちの前に入っている。